# Єзежиці (Свідвинський повіт)
Єзежиці (пол. Jezierzyce) — село в Польщі, у гміні Ромбіно Свідвинського повіту Західнопоморського воєводства.